# CiNii
CiNii (Citation Information by National Institute of Informatics) är en bibliografisk databastjänst över material i japanska universitetsbibliotek med fokus på japanska verk och engelskspråkiga verk publicerade i Japan. Tjänsten startades i april 2005 av National Institute of Informatics. År 2014 hade databasen växt till 16 miljoner artiklar och 10 miljoner böcker och är därmed den största databasen i sitt slag i Japan.
Databasen använder sig av unika identifierare, NII Article ID (NAID) för artiklar och NII Citation ID (NCID) för böcker.